# デヴィッド・ビントレー
デヴィッド・ビントレー（David Bintley CBE, 本名: David Julian Bintley, 1957年9月17日 - ）は、イギリスのバレエダンサー、振付家。
1995年から2019年までバーミンガム・ロイヤル・バレエ団（BRB）の芸術監督を務めた。2010年から2014年までは、日本の新国立劇場舞踊芸術監督を兼務した。
振付家としてこれまでに50作近いバレエ作品を生み出している。作曲家に新規に作曲を委嘱してつくった作品は10を超え、これは21世紀に活躍するバレエ振付家の中では際立って多い。

## 経歴
英国ウエスト・ヨークシャー州の町・ハダーズフィールド生まれ。両親は製図を本業とするジャズの演奏家であり、子供のときからジャズの生演奏を聴いて育った。4歳のときに初めて舞台を観て、将来は劇場に関わる仕事に就くことを決心したという。やがて地元ハダーズフィールドのオードリー・スペンサーに舞踊を習い始める。このほかコメディアンの早口口上や歌謡に挑戦したこともあった。
1974年、ロイヤル・バレエ学校の上級学校に入学。在学中からロイヤル・バレエ団の創設者ニネット・ド・ヴァロアに目をかけられ、振付を奨励された。1976年の卒業と同時にサドラーズウェルズ・ロイヤル・バレエ団（現在のBRB）に入団し、アシュトン 『リーズの結婚』 シモーヌ役、ド・ヴァロワ 『チェックメイト』 赤のキング役など、キャラクターダンサーとしての役を多くこなした。1984年には 『ペトルーシュカ』 のタイトルロールを踊り、同年のローレンス・オリヴィエ賞を受賞。ダンサーとしては公式な引退公演はなく、1993年の出演が最後だったと見られている。
振付は1978年、20歳で作った 『異邦人』 を処女作として、以降毎年1〜2作をサドラーズウェルズ・ロイヤルで発表していった。1983年〜85年は同バレエ団の常任振付家、1986年から93年まではロイヤル・バレエ団の常任振付家を務めた。1988年にロイヤル・オペラハウスで初演された 『ペンギン・カフェ』 は代表作の一つとなる。1993年から約1年間はフリーランスの振付家としてサンフランシスコ・バレエ団など複数のバレエ団で振付を担当した。1995年、引退したピーター・ライトの後を継いでバーミンガム・ロイヤル・バレエ団（旧サドラーズウェルズ・ロイヤル・バレエ団）の芸術監督となった。
新国立劇場では2005年に 『カルミナ・ブラーナ』 を上演したことが機縁となり、2008年9月芸術参与に就任。同年11月に新作 『アラジン』 を発表した。参与としての2年間の準備期間を経て、2010年9月、牧阿佐美の後任として同バレエ団の芸術監督に就任した。2014年9月に任期を終え、大原永子にその座を引き継いだ。

## 作風と人物
『エドワード2世』 『アーサー』 など歴史上の人物を題材にした物語バレエ、『ガラントゥリーズ』 などの純粋な舞踊作品、古典バレエの再振付・新演出など、幅広く手掛ける。使用する音楽はモーツァルトなどの古典のほか、20世紀〜現代のイギリスの作曲家によるもの、ジャズなどさまざま。作品の雰囲気は毎回異なり、意識的に変えているのではないかとの観測もあった
自身が尊敬する振付家として、アシュトン、バランシン、フォーキン、クランコの名前を挙げている。特にバランシンは作曲家に委嘱して音楽そのものを作り出した点を評価すると話しており、1993年に渡米してサンフランシスコ・バレエ団に赴いたのも純粋にバランシンが好きだったからだという。
一方、ド・ヴァロワとアシュトンの二人については、「…自分の祖父母のような存在。温かく、抑圧的なところがなく、二人を深く尊敬していた」と話す。アシュトンについて、BRBの芸術監督となった直後のビントレーは、1970年以前のアシュトン作品に代表される「英国流のダンス」が近年のロイヤル・バレエ団では失われつつあると述べた上で、その再興をBRBの課題の一つに挙げていた。別の評者によれば、このアシュトン作品に見られる英国流 (English Style) ダンスの特徴とは、頭部と腕の自然な運びや、ステップの細かさ、また一つ一つのポジションを明確に見せる点などにあるといい、それらはビントレー作品の 『ガラントゥリーズ』『トンボー』 などで生かされているとも言う。こうした点を踏まえてか、ビントレーの振付そのものは新しさを衒うものではなく、どちらかといえば伝統的な手法に基づくと考える評者もあった。
後ろ盾であったド・ヴァロワには「英国流バレエ」の実現をしばしば説かれたという。ド・ヴァロワの理想とするバレエとは、すなわちダンス、マイム、音楽、装置という異なる芸術の組み合わせであり、それらを総合して観客に感動を与えるものでなくてはならないという。

### 芸術監督として
少数のスター・ダンサーだけが活躍することには否定的で、バレエ団は振付家自身が主導する必要があると話す。またバレエ団は上演する作品によってアイデンティティを確立しなければならないともいう。バーミンガムではある年に 『くるみ割り人形』 を上演演目から外して代わりに自身の 『エドワード2世』 を入れ、抗議の投書を受けたことがあるという。
ビントレーの振付の速度について、1993年に新演出 『シルヴィア』 の初演を踊った吉田都は、「彼の振付るスピードはとても速くて、元に戻っておさらいをしてくれないので、苦労した」と話していた。
新国立劇場の芸術監督となって2年目の2011年秋には、新たに振付・演出した 『パゴダの王子』 を上演した。

## 主なバレエ作品
| 年   | 作品名                 | 作品名                           | 構成        | 音楽                           | 説明 | 初演バレエ団                 |
| ---- | ---------------------- | -------------------------------- | ----------- | ------------------------------ | --- | ---------------------------- |
| 1978 | 異邦人                 | The Outsider                     | ?           | J・ボハッチ                    | 職業振付家としての処女作。カミュの小説 『異邦人』 および 『幸福な死』 に取材した物語バレエ | SWRB                         |
| 1978 | テイク・ファイヴ       | Take Five                        | 1幕         | D・ブルーベック                | 著名なジャズナンバーを使用した舞踊作品 | SWRB                         |
| 1979 | 箴言の草原             | Meadow of Proverbs               | 1幕         | D・ミヨー                      | ミヨー《エクスの謝肉祭》を使ったコメディア・デッラルテ風の作品 | SWRB                         |
| 1980 | ショパンへのオマージュ | Homage to Chopin                 | 1幕         | A・パヌフニク                  | ポーランドの民族舞踊風の曲に合わせた舞踊作品 | SWRB                         |
| 1982 | トゥオネラの白鳥       | Swan of Tuonela                  | 3幕         | シベリウス                     | 初めての全幕作品。フィンランドの民族叙事詩『カレワラ』に取材 | SWRB                         |
| 1983 | コロス                 | Choros                           | 1幕         | A・メイヤー                    | 新規に作曲を委嘱。格子のような空間の中で、ギリシャ風の衣装を着たダンサーたちによって6つのダンスが繰り広げられる | SWRB                         |
| 1984 | 変身                   | Metamorphosis                    | ?           | P・マクゴワン                  | カフカの小説 『変身』 に基づく物語バレエ。L・ベンジャミンが主人公グレゴールの妹役を初演 | SWRB                         |
| 1985 | 林野の花々             | Flowers of the Forest            | 1幕         | M・アーノルド、ブリテン        | スコットランドをテーマとした舞踊作品。1979年に既に完成させていた 『スコットランド舞曲』 を前半部として、ブリテンの曲を使用した後半部を追加したもの                                                                 | SWRB                         |
| 1986 | 雪の女王               | Snow Queen                       | 序章つき3幕 | B・トーヴェイ                  | アンデルセンの童話 『雪の女王』 に基づく物語バレエ | SWRB                         |
| 1986 | ガラントゥリーズ       | Galanteries                      | 1幕         | モーツァルト                   | 《ディヴェルティメント ニ長調》 〔K.205〕 と《4つのコントルダンス》〔K.101 (250a)〕 の楽章を抜粋して作った舞踊作品                                                                                                 | RB                           |
| 1988 | ペンギン・カフェ       | 'Still Life' at the Penguin Café | 1幕         | S・ジェフス、G・リチャードソン | S・ジェフスが過去に作曲した8つの曲をバレエ用に編曲 | RB                           |
| 1989 | ホブソンズ・チョイス   | Hobson's Choice                  | 3幕         | P・リード                      | イギリスの戯曲家H・ブリグハウスの作品『ホブソンズ・チョイス』をバレエ化したもの。靴職人ホブソンの家で展開される物語。ビントレーの代表作といわれる                                                                  | SWRB                         |
| 1991 | シラノ                 | Cyrano                           | 3幕         | W・ジョゼフス                  | エドモン・ロスタンの戯曲 『シラノ・ド・ベルジュラック』 に基づく物語バレエ。ヒロインのロクサーヌ役の初演はL・コリアー                                                                                              | RB                           |
| 1993 | シルヴィア             | Sylvia                           | 3幕         | ドリーブ                       | 古典作品を現代風に新演出。イギリスではアシュトン以来の新振付『シルヴィア』で、上演そのものも両ロイヤルバレエ団を通じて25年ぶりだった。主役シルヴィアとアミンタは当時BRBのプリンシパルだった吉田都とK・オヘアが初演 | BRB                          |
| 1995 | エドワード2世          | Edward II                        | 2幕         | J・マッケイブ                  | | シュトゥットガルト・バレエ団 |
| 1995 | カルミナ・ブラーナ     | Carmina Burana                   | 1幕         | C・オルフ                      | 修道院という閉鎖空間の中で生まれる葛藤をオルフのカンタータに合わせて描く | BRB                          |
| 2000 | アーサー 第1部         | Arthur Part I                    | 2幕         | J・マッケイブ                  | | BRB                          |
| 2001 | アーサー 第2部         | Arthur Part II                   | 2幕         | J・マッケイブ                  | | BRB                          |
| 2003 | 美女と野獣             | Beauty and the Beast             | 2幕         | G・ビュアー                    | | BRB                          |
| 2004 | オルフェウス組曲       | Orpheus Suite                    | 1幕         | C・タウンズ                    | 設定は1930年代のアメリカ。音楽であらゆる人種の人々を感動させたデューク・エリントンをギリシャ神話のオルペウスになぞらえてその生涯を描く。コリン・タウンズはジャズの作曲家                                           | BRB                          |
| 2007 | シラノ （改）          | Cyrano                           | 3幕         | C・デイヴィス                  | 1991年の作品を作曲・振付とも新たにやり直したもの | BRB                          |
| 2008 | アラジン               | Aladdin                          | 3幕         | C・デイヴィス                  | 『アラジンと魔法のランプ』 に基づく物語作品。初演は本島美和と山本隆之 | 新国立劇場バレエ団           |
| 2009 | E=mc2                  | E=mc2                            | 1幕         | M・ハインドソン                | アインシュタインの相対性理論をテーマとした作品 | BRB                          |
| 2010 | シンデレラ             | Cinderella                       | 3幕         | プロコフィエフ                 | | BRB                          |
| 2011 | パゴダの王子           | The Prince of the Pagodas        | 3幕         | ブリテン                       | 日本をテーマにした全幕作品。登場人物の一部は歌川国芳の浮世絵からヒントを得たという。初演は小野絢子と福岡雄大 | 新国立劇場バレエ団           |
| 2012 | ファスター             | Faster                           | 1幕         | M・ハインドソン                | オリンピック標語 “より速く、より高く、より強く” をテーマにした作品。ロンドン・オリンピック開幕の1ヶ月前に初演 | BRB                          |
| 2016 | テンペスト             | The Tempest                      | 2幕         | S・ビーミッシュ                | シェイクスピアの戯曲 『テンペスト』 をバレエ化 | BRB                          |

※緑色は作曲そのものを委嘱したことを表す。黄色は既存の音楽の作曲者自身による編曲。白は既存の曲を使用したもの。バレエ団略称は、SWRB＝サドラーズウェルズ・ロイヤル・バレエ団、RB＝ロイヤル・バレエ団、BRB＝バーミンガム・ロイヤル・バレエ団。